# Antonești, Teleorman
Antonești este un sat în comuna Călinești din județul Teleorman, Muntenia, România. Se află în partea centrală a județului, în Câmpia Găvanu-Burdea. La recensământul din 2002 avea o populație de 438 locuitori.

## Personalități
- Victor Antonescu (1871-1947) a fost ministrul justiției (2 octombrie 1934 - 1 februarie 1935) și ministru de finanțe al României (1 februarie 1935 - 28 august 1936) în Guvernul Gheorghe Tătărăscu (2).